# Neocteniza agustinea
Espèce
Neocteniza agustinea est une espèce d'araignées mygalomorphes de la famille des Idiopidae.

## Distribution
Cette espèce est endémique du Panama.

## Publication originale
- Miranda, Arizala & Cambra, 2013 : A new species of Neocteniza (Araneae: Idiopidae) from Coiba Island, Panama, with observations on parasitism by Euplaniceps varia Bradley, 1944 (Hymenoptera: Pompilidae). Revista Ibérica de Aracnología, vol. 22, p. 3-7.